# Bösgläubige Markenanmeldung
Eine bösgläubige Markenanmeldung ist die Anmeldung eines Kennzeichens zur (deutschen) Marke (beim Deutschen Patent- und Markenamt) (DPMA) durch einen bösgläubigen Anmelder. Für eine Bösgläubigkeit des Markenanmelders ist condicio sine qua non (notwendige Bedingung), dass die von ihm für bestimmte Waren oder Dienstleistungen angemeldete (jüngere) Marke identisch oder verwechselbar ist mit einem keinen formalen Kennzeichenschutz genießenden Zeichen, das ein anderer für gleiche oder ähnliche Waren oder Dienstleistungen verwendet, und der Markenanmelder dies weiß.

## Gesetzliche Grundlagen
Die EU hat im Zuge ihrer Richtlinienkompetenz den Gesetzgebern der Mitgliedstaaten entsprechende Vorgaben gemacht: „Jeder Mitgliedstaat kann vorsehen, dass eine Marke von der Eintragung ausgeschlossen ist oder im Falle der Eintragung der Ungültigerklärung unterliegt, wenn und soweit die Marke mit einer Marke verwechselt werden kann, die zum Zeitpunkt der Einreichung der Anmeldung im Ausland benutzt wurde und weiterhin dort benutzt wird, wenn der Anmelder die Anmeldung bösgläubig eingereicht hat“. Der deutsche Gesetzgeber hat von der durch die in Rede stehende Richtlinie gegebenen Möglichkeit Gebrauch gemacht. Demnach sind nach dem in Deutschland für die Eintragungs- und Schutzfähigkeit bzw. Löschungsanfälligkeit einer Marke geltenden Markengesetz (MarkenG) bösgläubig angemeldete Marken nicht eintragungsfähig und damit auch nicht schutzfähig, § 8 Abs. 2 Nr. 14, § 50 Abs. 3 Nr. 1, 3 und § 54 MarkenG.
Wenn eine bösgläubig angemeldete Marke gleichwohl zur Eintragung gelangt sein sollte, so ist sie nichtig und kann von Amts wegen durch das DPMA gelöscht werden, § 50 Abs. 3 MarkenG. Das Verfahren der Löschung von Amts wegen darf allerdings nur dann erfolgen, wenn es innerhalb eines Zeitraumes von zwei Jahren seit dem Tag der Eintragung eingeleitet wird, § 50 Abs. 3 Nr. 1 MarkenG, und wenn die Eintragung ersichtlich entgegen der Vorschrift der Nichteintragungsfähigkeit vorgenommen worden ist, § 50 Abs. 3 Nr. 3 MarkenG.
Die Löschung einer bösgläubig angemeldeten Marke kann auch auf Antrag erfolgen, § 50 Abs. 1 MarkenG. Der Antrag auf Löschung ist beim DPMA zu stellen, § 54 Abs. 1 Satz 1 MarkenG, wozu jedermann das Recht hat, § 54 Abs. 1 Satz 2 MarkenG. Wird ein Antrag auf Löschung gestellt oder wird das Löschungsverfahren von Amts wegen eingeleitet, so unterrichtet das DPMA den Inhaber der eingetragenen Marke hierüber, § 54 Abs. 2 Satz 1 MarkenG. Widerspricht er der Löschung nicht innerhalb von zwei Monaten nach Zustellung der Mitteilung, so wird die Marke gelöscht, § 54 Abs. 2 Satz 2 MarkenG. Widerspricht er der Löschung, so wird das Löschungsverfahren durchgeführt, § 54 Abs. 2 Satz 3 MarkenG.

## Voraussetzungen der Bösgläubigkeit

### Allgemeine Grundsätze
Der Begriff der Bösgläubigkeit im markenrechtlichen Sinne beruht auf dem allgemeinen Rechtsgrundsatz, dass eine Rechtsausübung dann unzulässig ist, wenn sie einen Rechtsmissbrauch darstellt. Dieser Grundsatz gilt auch im Markenrecht. Auf dieser Basis, die aus Art 3 Abs. 2 lit d der Ersten Richtlinie des Rates der EG Nr. 89/104 folgt, ist eine Bösgläubigkeit des Anmelders dann gegeben, wenn die Anmeldung sittenwidrig oder rechtsmissbräuchlich vorgenommen worden ist.

### Weitere (spezielle) Voraussetzungen
Die Rechtsprechung von BPatG und BGH hat hierzu zwei Fallgruppen herausgearbeitet:

#### Sittenwidrigkeit beim Erwerb der Marke
Wenn das vom Vorbenutzer verwendete Kennzeichen einen schutzwürdigen Besitzstand darstellt, der Markeninhaber dies weiß und trotzdem eine Bezeichnung als Marke eintragen lässt, um den Besitzstand des Vorbenutzers zu stören oder diesen an der Benutzung der Bezeichnung zu hindern, so kann dies sittenwidrig sein. Allerdings muss die Marke mit der vom Vorbenutzer verwendeten Bezeichnung identisch oder verwechselbar ähnlich sein und für gleiche oder ähnliche Waren oder Dienstleistungen eingetragen sein. An die Kenntnis des Markeninhabers von seinem Eingriff in den schutzwürdigen Besitzstand müssen im Prinzip keine hohen Anforderungen gestellt werden, was die diesbezügliche Beweislage in vielen Fällen erleichtern dürfte. Außerdem setzt eine Einstufung des Eingriffs als sittenwidrig voraus, dass dieser ohne hinreichenden sachlichen Grund vorgenommen worden ist.

#### Rechtsmissbrauch bei Verwendung der Marke im Wettbewerb
Des Weiteren kann es als im Sinne des Wettbewerbsrechts verwerflich und damit rechtsmissbräuchlich angesehen werden, wenn ein Markenanmelder eine mit der Eintragung seiner Marke einhergehende Sperrwirkung – dem eigentlichen Zweck einer Marke zuwider – einsetzt, um sich im Wettbewerbskampf durchzusetzen. In diesem Fall kommt es nicht auf einen etwaigen schutzwürdigen Besitzstand des Vorbenutzers an. Vielmehr ist bösgläubiges Handeln dann zu bejahen, wenn durch die Eintragung der Marke und das hierdurch erworbene Markenrecht ein Unternehmen auf dem Markt im Wettbewerb behindert wird.

### Bösgläubigkeit bei derAnmeldungder Marke
Schließlich setzt § 8 Abs. 2 Nr. 14 MarkenG voraus, dass der Anmelder bei der Anmeldung bösgläubig war. Maßgeblicher Zeitpunkt für die Prüfung auf Bösgläubigkeit ist also der Zeitpunkt der Anmeldung. In nicht wenigen Fällen wird sich allerdings aus einem späteren bösgläubigen Verhalten des Anmelders schließen lassen, dass er auch schon zum Anmeldezeitpunkt der Marke bösgläubig war.